# Pravaštvo u Istri
Kad naraštaj koji je početkom šezdesetih godina 19. st. počeo raditi na nacionalnom osvješćivanju istarskih Hrvata postupno nestaje s političkog života Istre (Juraj Dobrila umire 1882., a Mate Baštijan 1885. godine), tada na scenu stupa nov naraštaj narodnih vođa, pristaša pravaške ideologije te pripojenja Istre hrvatskoj državi, koji su djelovali u sklopu Hrvatsko-slovenske narodne stranke. Trojica pravaških vođa danas su poznatiji kao „hrvatski istarski trolist“: Matko Laginja, Matko Mandić te Vjekoslav Spinčić. No pošto se politička situacija bitno razlikovala od one u Banskoj Hrvatskoj, ni nauk Ante Starčevića nije mogao ostati nepromijenjen. Negacija slovenske nacije nije prisutna, jer da se u istarskim prilikama ustrajalo na njoj, ništa ne bi bilo od prijeko potrebne suradnje hrvatskih i slovenskih političara da bi se obranili od talijanske i austrijske dominacije. Isto tako istarski pravaši nisu iznosili ni drugi temelj Starčevićeve ideologije – da je Hrvatska samostalna država izvan Habsburške/Austro-Ugarske Monarhije. Da su to učinili, izložili bi se sustavnom progonu austrijskih vlasti, što im nije uopće bilo potrebno, u ionako teškoj situaciji. 
Njihova politička borba započela je 1870. godine, uređivanjem drugoga sveska kalendara Istran, da bi se nakon rakovičke katastrofe i nakon pravaškog mrtvila ponovo javili 1874., kada su istarski pravaši nastojali pokazati da su samo „zamrli“, ali ne i umrli. Mlada se pravaška inteligencija javila u listu Naša sloga, s oštrim prosvjedom protiv talijanske gimnazije u Pazinu te je kritizirala sve što guši hrvatsku narodnost i mogućnost napredovanja Hrvata. Proglas je potpisalo 18 svećenika i 17 laika, među kojima i Matko Laginja, Vjekoslav Spinčić te Eugen Kumičić. Uza zahtjeve za sjedinjenje Istre s Hrvatskom te otpor protiv talijanskog ugnjetavanja, pravaštvo u Istri je najznačajnije zbog toga što je pomoglo da se narodni preporod održi u prijelaznom razdoblju do pojave građanstva, tj. više obrazovanih i nacionalno svjesnijih ljudi.
Istarski pravaši su pristupili Svepravaškoj organizaciji, 1911. godine. Slijedom toga su, zajedno s dalmatinskim i slovenskim političarima, u Jugoslavenskom klubu u Carevinskom vijeću, podržavali ujedinjenje svih hrvatskih zemalja, zajedno sa Slovenijom, u smislu novoga, trijalističkog uređenja Dvojne Monarhije (Svibanjska deklaracija).

## Također pogledajte
- Hrvatski narodni preporod u Istri
- Hrvatsko-slovenska narodna stranka
- Stranka prava
- Stranka prava (Dalmacija)
- Hrvatsko državno pravo
- Povijest Istre
- Pravaštvo u Bosni i Hercegovini